# Aletengxire
Aletengxire, även skrivet Altan Xire, är en häradshuvudort och köping i Kina. Den ligger i den autonoma regionen Inre Mongoliet, i den norra delen av landet, omkring 210 kilometer sydväst om regionhuvudstaden Hohhot. Antalet invånare är 85 777. Befolkningen består av 35 802 kvinnor och 49 975 män. Barn under 15 år utgör 15,0 %, vuxna 15-64 år 81 %, och äldre över 65 år 3,0 %.
Runt Aletengxire är det ganska glesbefolkat, med 26 invånare per kvadratkilometer. Närmaste större samhälle är Ordos, 3,8 km nordost om Aletengxire. Trakten runt Aletengxire består i huvudsak av gräsmarker.
Genomsnittlig årsnederbörd är 601 millimeter. Den regnigaste månaden är juli, med i genomsnitt 176 mm nederbörd, och den torraste är januari, med 1 mm nederbörd.